# Gisela Forster
Gisela Forster (née le 27 mars 1946 à Munich) est une écrivaine, enseignante et théologienne chrétienne allemande.

## Biographie
Gisela Forster naît à Munich de parents originaires de Bavière et de Hongrie. Après ses études au lycée Elsa-Brändström de Munich-Pasing, elle étudie la théologie catholique, la philosophie, les arts et l'architecture à l'Université technique de Munich. Après avoir obtenu son diplôme, elle travaille comme professeur au lycée bénédictin de Schäftlarn de 1972 à 1989. En 1989, elle quitte son emploi pour épouser Anselm Forster, directeur du lycée, avec qui elle a deux enfants. Elle est élue en 1989 au conseil de district de Starnberg, qu'elle préside jusqu'en 2002. Depuis les années 1990, elle travaille comme professeur d'art à Munich.
Gisela Forster est membre de l'organisation allemande Gruppe Maria Magdala, Priesteramt für die Frau (« Groupe Marie Madeleine, la prêtrise pour les femmes »), qui promeut le sacerdoce des femmes. Le 29 juin 2002, elle-même et six autres femmes sont ordonnées prêtres par l'évêque catholique indépendant Rómulo Antonio Braschi (en), un ancien évêque catholique romain d'Argentine qui a quitté l'Église catholique romaine en désaccord avec la théologie anti-libération du Vatican pour rejoindre l'Église charismatique apostolique catholique de « Jésus-Roi » . Dans les médias, les femmes ordonnées ont été appelées les Sept du Danube parce qu'elles avaient été ordonnées sur le Danube, près de la ville de Passau, à la frontière entre l'Allemagne et l'Autriche. En 2003, les Sept du Danube sont excommuniées de l'Église catholique romaine,,. Cependant, en 2003, Gisela Forster est ordonnée officieusement évêque et, en collaboration avec d'autres femmes dans le même statut qu'elle, elle ordonne prêtres une française le 2 juillet 2005 et neuf femmes au Canada le 26 juillet 2005.

## Ouvrages
- (de) Thomas Mann, Gisela Forster et al., Zum 90. Geburtstag Thomas Manns [« À l'occasion du 90e anniversaire de Thomas Mann »], 1965, 220 p. (OCLC 174886868)
- (de) Gisela Forster, Die rekonstruierenden Bildwelten des Kunstdidaktikers, Architekturzeichners und Architekten Josef Bühlmann (1844-1921) [« Les mondes visuels reconstructifs de l'éducateur artistique, dessinateur architectural et architecte Josef Bühlmann (1844-1921) »] (Mémoire de thèse), 1999
- (de) Gisela Forster et Karin Jäckel, Denn das Weib soll schweigen in der Kirche eine exkommunizierte Priesterin erzählt [« Car la femme doit se taire dans l'église, dit une prêtresse excommuniée »], 2004, 457 p. (ISBN 9783404615520, OCLC 76617649)
- (de) Gisela Forster, Gedanken sind wie Glut im Wind Gedichte [« Les pensées sont comme des braises dans les poèmes du vent »], 2007, 273 p. (ISBN 9783939936046, OCLC 160151971)